# ハンマー (楽器)
ハンマーは、打楽器の一つ。

## 概要等
ハンマー（槌）を打つ音を模倣する楽器である。どんなハンマーで何を打つかは、楽曲によって異なる。ふつう、金槌か木槌、場合によっては杵のような非常に大きな木槌を用い、木の板を打つが、この板を箱のようにしてよく響くように工夫することもある。グスタフ・マーラーが考案したといわれるが、リヒャルト・ワーグナーの『ニーベルングの指環』にその指定がある。
『N響アワー』番組内での紹介によると、NHK交響楽団の演奏会で当該楽器が使用される割合はおおよそ5年に1度程度と、非常に登場頻度の少ない楽器の一つである。なお、同番組において、NHK交響楽団では当該楽器を楽団の楽器として所有していることが併せて紹介された。

## 使用楽曲
- リヒャルト・ワーグナー：ラインの黄金 (Donner)
- グスタフ・マーラー：交響曲第6番
- アルバン・ベルク：管弦楽のための3つの小品
- ヴォルフガング・リーム：音の記述